# Valea Seacă (Iași)
Pour les articles homonymes, voir Valea Seacă.
Valea Seacă est une commune roumaine située dans le județ de Iași.